# Stazione di Eda (Kanagawa)
La stazione di Eda (江田駅?, Eda-eki) è una stazione ferroviaria situata nel quartiere di Aoba-ku, a Yokohama, città giapponese della prefettura di Kanagawa. Essa è servita dalla linea  Den-en-toshi della Tōkyū Corporation.

## Linee
Tōkyū Corporation
● Linea Tōkyū Den-en-toshi

## Struttura
La stazione, in viadotto, possiede due marciapiedi a isola con un totale di quattro binari passanti, dei quali quelli dispari (1 e 3) non sono adibiti al servizio viaggiatori in quanto utilizzati dai treni veloci che non fermano presso la stazione.
| 1 | Non in uso                 |  | transito treni                                                                                  |
| 2 | ● Linea Tōkyū Den-en-toshi |  | per Nagatsuta e Chūō-Rinkan                                                                     |
| 3 | Non in uso                 |  | transito treni                                                                                  |
| 4 | ● Linea Tōkyū Den-en-toshi |  | per Futako-Tamagawa, Shibuya e, via linea Hanzōmon, Oshiage e, via linea Tōbu Isesaki, Kasukabe |

## Stazioni adiacenti
| «                                 | Servizio                 | »                        |
| Linea Tōkyū Den-en-toshi          | Linea Tōkyū Den-en-toshi | Linea Tōkyū Den-en-toshi |
| --------------------------------- | ------------------------ | ------------------------ |
| Azamino                           | Locale                   | Ichigao                  |
| Tutti gli altri treni non fermano |                          |                          |